# Stepan Kourianov
Stepan Kourianov (né le 7 décembre 1996 à Kovrov) est un coureur cycliste russe.

## Palmarès
- 2013
  - 2e étape de Liège-La Gleize (contre-la-montre par équipes)
  - 3e du Tour du Valromey
  - 6e du championnat d'Europe sur route juniors
- 2014
  - 1re et 2eb étapes d'Aubel-Thimister-La Gleize
  - 2e du championnat de Russie sur route juniors
  - 2e de la Ronde des vallées
  - 3e du Tour d'Arad
- 2016
  - 1re étape de la Samara Stage Race
  - 2e et 3e étapes de la Friendship People North-Caucasus Stage Race
  - 2e de la Samara Stage Race
  - 2e du Trophée Rigoberto Lamonica
  - 3e du Trofeo Gianfranco Bianchin
  - 3e de la Friendship People North-Caucasus Stage Race
- 2017
  - Samara Stage Race :
    - Classement général
    - 2e et 4e (contre-la-montre) étapes

  - 3e du championnat de Russie du contre-la-montre espoirs

## Classements mondiaux
| Année           | 2015   | 2016   | 2017 | 2018 | 2019   | 2020   | 2021 |
| --------------- | ------ | ------ | ---- | ---- | ------ | ------ | ---- |
| UCI Europe Tour | 1 244e | 1 824e | 772e |      | 1 352e | 1 257e | 814e |